# ウッドローン駅 (メトロノース鉄道)
ウッドローン駅（Woodlawn）は、ニューヨーク州ニューヨーク市ブロンクス区ウッドローン地区にあるメトロノース鉄道の駅。

## 概要
メトロノース鉄道のハーレム線の駅である。この駅からニューヨーク州にあるグランド・セントラル駅に行ける。

## 利用可能な鉄道路線／列車
メトロノース鉄道：
■ハーレム線

## 駅構造
2面4線（2単式）のホームを持つ地上駅である。
| のりば | 路線        | 方向 | 行先                                                         | 備考 |
| ------ | ----------- | ---- | ------------------------------------------------------------ | ---- |
| 1      | ■ハーレム線 | 下り | ノース・ホワイト・プレインズ / サウスイースト / ワセイク方面 |      |
| 2      | ■ハーレム線 | 上り | グランド・セントラル方面                                     |      |

## 隣の駅
メトロノース鉄道
■ハーレム線
ウィリアムズ・ブリッジ - ウッドローン - ウェイクフィールド